# Talisia oedipoda
Talisia oedipoda är en kinesträdsväxtart som beskrevs av Ludwig Radlkofer. Talisia oedipoda ingår i släktet Talisia och familjen kinesträdsväxter. Inga underarter finns listade i Catalogue of Life.